# 口腔内スキャナー
口腔内スキャナー（こうこうないスキャナー、英: Intraoral scanner）とは、歯科領域で利用されている計測装置である。医療機器基準等の一般名称ではデジタル印象採得装置と呼ばれて、デジタル手法により、歯科修復物等のコンピュータ支援設計(CAD)及びコンピュータ支援製造(CAM)に用いるための三次元形状データを取得するものと定義されている。口腔内の情報を、3次元形状として光学的手法で非接触に計測して印象採得することができる。本装置では、切削した歯など口腔内の形状をスキャンして、歯科技工用CAD/CAMシステムにデータを送り、インレー等の修復物・補綴物の製作、および歯科矯正装置や歯科用インプラントサージカルガイドの設計製作に利用される。

## 概要
光学的な3次元計測の手法には、パターン投影法や光干渉法を利用した三角測量方式や、共焦点法やホログラフィック法利用した同軸方式を用いるものや、波面センサーを利用するものなど、幾つかの手法がある。ごく狭い領域を1秒間に数十回の頻度でスキャンして3次元のデータを生成し、それを重ね合わせて繋げていくことにより全体像を構築するため、開始点から遠くなる程データのずれが生じる可能性がある。このため、スキャンする経路や順番が重要になる。
リアルタイムの3次元計測と画像処理が要求されるため、口腔内スキャナーを駆動するコンピュータには、比較的高いスペックが必要とされたが、近年の技術の進歩によりポータブルなシステムでも十分に実用となり、世界的に普及が加速している。国内では、機器の医療認可は下りているものの、保険適用が認められていないため、広く普及するには至っていない。